# 소니 NEX-7
소니 NEX-7는 2012년 1월 27일에 출시된 소니 E마운트 미러리스 렌즈 교환식 카메라이다. 2,430 만 화소 Exmor CMOS 센서, BIONZ 이미지 프로세싱 엔진, OLED 전자식 뷰 파인더 등을 탑재했으며, ISO100-16,000까지 지원한다. AVCHD 형식의 1920x1080/60i · 60p · 24p의 풀 HD 동영상 촬영이 가능하다.

## 같이 보기
- 소니 알파 NEX-5
- 소니 α6000